# Người Kyrgyz
Người Kyrgyz (cũng được viết là Kirgiz, Kirghiz) là một dân tộc Turk sinh sống chủ yếu ở phía Bắc của Trung Á. Họ là dân tộc chính của Kyrgyzstan.